# Келсо
Ке́лсо (англ. Kelso, гэльск. Cealsach) — город в Шотландии на реке Туид в области Скоттиш-Бордерс. Главная достопримечательность — руины средневекового аббатства.

## Знаменитые горожане
- Джеймс Баллантайн (1813—1864) — востоковед, составитель учебных книг по санскриту, хинди, хиндустани, маратхи, директор королевского колледжа в Варанаси, Индия.